# Кувертная карточка
Куве́ртная карточка (от фр. couvert, покрытый) — малая некнижная форма печати с именем и фамилией лица, приглашенного на официальный прием (банкет), которая устанавливается рядом со столовым прибором на том месте за столом, где должен сидеть приглашенный.

## Изготовление
Карточки изготавливают из качественной бумаги плотностью 250–300 г/м². Цвет бумаги может быть белым, пастельных тонов или, что реже, насыщенным, соответствующим отделке столовых приборов или интерьера зала. Формат карточки в развороте обычно 130х100 мм.
Кувертные карточки выполняются  со сгибом по короткой стороне, разделяющим её на две неравные части. На более короткой стороне по центру располагается символика мероприятия. В качестве символа могут выступать традиционные свадебные и юбилейные эмблемы, монограмма или герб «виновника торжества», а также, в случае корпоративного вечера, логотип компании. Если мероприятие проходит в ресторане, то символом может быть логотип ресторана, принимающего гостей. Символика может выполняться объемным тиснением и, например, с дополнительным декорированием золотом или серебром.
Имя, отчество и фамилия гостя заполняется на большей и более полого расположенной к поверхности стола части карточки. Если на приеме ожидается присутствие титулованных особ, то сначала указывается титул, затем имя, отчество и фамилия. Должность и наименование страны или организации на кувертной карточке не размещается. Карточка может заполняться вручную, с помощью наклейки или печататься сразу с именем гостя.
Многие типографии и агентства по организации праздников предлагают услуги по подготовке кувертных карточек.

## Использование
Кувертные карточки располагают на столе рядом с прибором каждого из гостей в соответствии с планом рассадки. Гостю может выдаваться карточка-памятка со схемой расположения столов и указанием на его стол.
Помимо банкетов, кувертные карточки могут использоваться на переговорах, конференция и других мероприятиях, где необходимо идентифицировать человека по имени, но по каким-либо причинам невозможно использовать бейджи. Такой случай описан в документальной книге о Кремле:

Участники переговоров занимают обозначенные кувертными карточками места, переводчики садятся по левую руку от глав делегаций. Их снова снимают и фотографируют, после чего представители средств массовой информации покидают зал.— Владимир Шевченко, «Повседневная жизнь Кремля при президентах»

## Примечание
1. ↑  Карточка Кувертная - Бизнес словарь - Толковые Словари и Энциклопедии. Дата обращения: 21 апреля 2012. Архивировано 22 февраля 2014 года.